# VASIMR

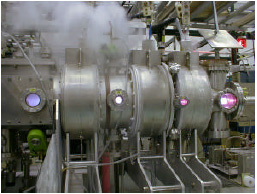
Prototyp silnika wypełniony “gorącą” plazmą. Testy przeprowadzane są w Johnson Space Center

Silnik plazmowy o zmiennym impulsie właściwym, VASIMR (ang. VAriable Specific Impulse Magnetoplasma Rocket) – jonowy napęd statku kosmicznego, który wykorzystuje energię mikrofal i pole magnetyczne do podgrzania, przyspieszania i ukierunkowania czynnika roboczego a tym samym wytworzenia siły ciągu. W porównaniu do silnika jonowego elektrostatycznego ma zapewnić znacznie większą i regulowaną siłę ciągu. Obecnie trwają prace nad skonstruowaniem silnika, który będzie mógł zostać zastosowany praktycznie.
Metoda podgrzewania plazmy stosowana w napędzie VASIMR była pierwotnie rozwijana w rezultacie badań nad reakcją termojądrową np. w tokamaku.
Prace nad napędem rozpoczęto w roku 1979 w Charles Stark Draper Laboratory pod kierownictwem dr Franklina Chang-Díaza. Kontynuowano je następnie w Plasma Fusion Center należącym do Massuchusetts Institute of Technology. Obecnie prace nad napędem trwają w założonym w grudniu 1993 Advanced Space Propulsion Laboratory (Ośrodek Kosmiczny im. Johnsona).
Konstrukcje VASIMR powinny być zdolne do wytwarzania impulsów właściwych w zakresie 10 000-300 000 m/s (1 000-30 000 sekund) – dolna granica zakresu odpowiada niektórym silnikom jonowym.
Jeśli uda się uzyskać urządzenie wytwarzające stosunkowo duży ciąg, to napęd VASIMR będzie wymagać sporo ciężkiego sprzętu, by nadać plazmie dużą prędkość, dlatego VASIMR będzie nieprzydatny do zastosowań takich jak np. start z powierzchni planety, ale może być wykorzystany do długotrwałych lotów. By stosowanie urządzenia było opłacalne musi wytwarzać większy impuls właściwy w odniesieniu do masy całego układu niż stosowane silniki z napędem chemicznym (spalanie). Jest to możliwe do uzyskania poprzez stosowanie źródła energii o dużej wydajności z jednostki masy, a jedynymi w zakresie praktycznych zastosowań są reakcje jądrowe.   

## Budowa silnika VASIMR

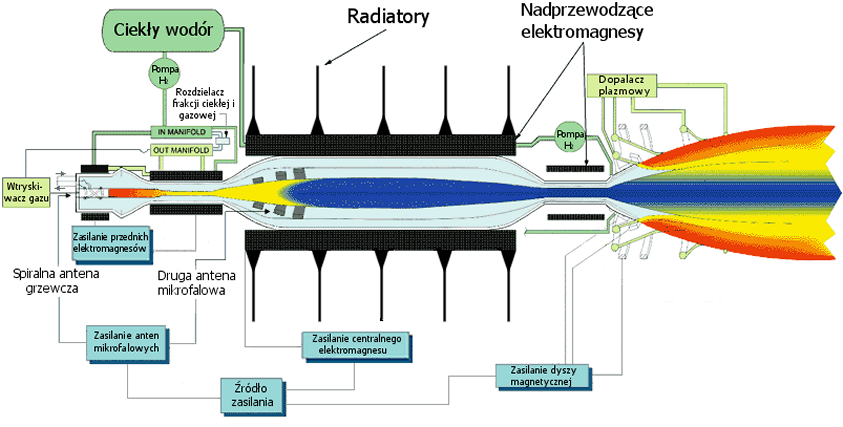
Uproszczony schemat silnika VASIMR

Główną częścią zespołu napędowego jest silnik plazmowy z regulowaną siłą ciągu (do wytwarzania plazmy wykorzystywana jest energia mikrofal), w skład którego wchodzą następujące podzespoły:
- wtryskiwacz paliwa i pierwsza antena mikrofalowa,
- komora grzewcza z drugą anteną mikrofalową,
- dysza magnetyczna.

W komorze grzewczej i dyszy magnetycznej istnieje silne pole magnetyczne wytwarzane przez otaczające je nadprzewodzące elektromagnesy.
Oprócz silnika w zespole napędowym znajdują się również:
- zbiornik z paliwem (ciekły wodór)
- system zasilania (wytwarzania energii elektrycznej) (reaktor jądrowy, ogniwa słoneczne)
- układ chłodzenia (jest bardzo ważnym elementem w napędzie VASIMR, ponieważ podczas pracy silnika plazma ma bardzo wysoką temperaturę, przez co nagrzewa komorę i elektromagnesy). Na układ chłodzenia składają się:
  - radiatory – odbierają ciepło z komory grzewczej silnika oraz centralnego elektromagnesu
  - izolacja termiczna - utrzymuje niską temperaturę w zbiornikach z paliwem (wodór jest utrzymywany w stanie ciekłym)
  - układ doprowadzania paliwa - jest jednocześnie wykorzystywany do schładzania wytwornicy plazmy, komory grzewczej, dyszy magnetycznej oraz elektromagnesów (nadprzewodniki elektromagnesów do prawidłowej pracy wymagają niskiej temperatury).

## Działanie silnika VASIMR

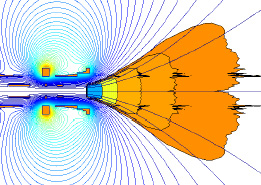
Symulacja pracy silnika VASIMR

Wodór ze zbiorników jest przepompowywany poprzez układ doprowadzania paliwa, przejmuje część ciepła od elektromagnesów i silnika - przechodzi w stan gazowy. Po rozdzieleniu frakcji ciekłej i gazowej paliwo trafia do wytwornicy plazmy i zostaje podgrzane przez mikrofale do stanu plazmy niskotemperaturowej (czyli tzw. plazmy „zimnej” o temperaturze rzędu setek tysięcy kelwinów). Jony wodoru poruszają się po linii śrubowej wzdłuż linii pola magnetycznego (wytworzonego przez elektromagnesy) w komorze silnika. Linie pola magnetycznego przebiegają równolegle wzdłuż silnika - tworząc "kanał" zapobiegający rozbieganiu się jonów na boki a tym samym zderzeniom jonów ze ścianami komory silnika, które doprowadziłyby do silnego nagrzania i stopienia silnika. Stamtąd „zimna” plazma wchodzi do komory grzewczej. Mikrofale z drugiej anteny podgrzewają ją do stanu plazmy wysokotemperaturowej (tzw. plazmy „gorącej” o temperaturach rzędu dziesiątek milionów K) i powiększają jej energię kinetyczną, a zarazem jej szybkość przepływu. Przelatując kanałem z pól magnetycznych dochodzą do przewężenia dyszy magnetycznej silnika. Tam pole magnetyczne słabnie, jony przekraczają prędkość Alfvena i nie poruszają się już wzdłuż linii pola magnetycznego, opuszczają dyszę dostarczając siły ciągu napędzającej statek kosmiczny. Zewnętrzne elektrody (dopalacz plazmowy) emitują elektrony, zapobiegając naelektryzowaniu się ujemnie silnika. 
Napęd VASIMR może pracować w dwóch trybach:
- małej sprawności (mały impuls właściwy), ale dużej sile ciągu, osiągana przez rozpędzanie większej ilości czynnika roboczego do mniejszej prędkości wylotowej,
- dużej sprawności (duży impuls właściwy), ale przy małym ciągu, osiągana przez rozpędzanie mniejszej ilości czynnika roboczego do większej prędkości wylotowej.